# Jag Mandir
Jag Mandir è un palazzo costruito su un'isola del lago Pichola e viene chiamato anche "Lake Garden Palace". Il palazzo si trova ad Udaipur nello Stato indiano del Rajasthan. La sua costruzione è attribuita a tre Maharana del clan Sisodia dei Rajput del regno Mewar ed ebbe inizio nel 1551 su iniziativa del Maharana Amar Singh per essere poi continuata sotto il regno di Karan Singh (1620–1628) e di Jagat Singh I (1628–1652). Si chiama Jagat Mandir in onore dell'ultimo Maharana, Jagat Singh. La famiglia reale usò il palazzo come residenza estiva e luogo di piacere. Il palazzo funse da rifugio per i richiedenti asilo in due diverse occasioni.

## Geografia
Jag Mandir è situato in una delle due isole naturali nel lago Pichola (dal nome del villaggio Picholi nelle vicinanze), sulla sua estremità meridionale. Il lago è stato inizialmente creato nel XV secolo da un locale capo tribale Banjara per il trasporto del grano attraverso i corsi d'acqua. Durante il regno del Maharana Udai Singh II, nel 1560, il lago venne sostanzialmente ampliato con la costruzione di dighe. A quel tempo, il Maharana costruì anche lo Jag Mandir e il Lake Palace (oggi Jag Niwas Hotel) sulle isole in mezzo al lago. Udaipur, con il suo City Palace e altri monumenti e templi, fu costruita in riva al lago.

## Storia
La storia dello Jag Mandir inizia con la benevolenza che il Maharana Karan Singh dimostrò verso l'imperatore Shah Jahan (1605-1627). Shah Jahan, prima di essere incoronato come imperatore Moghul, fu conosciuto durante la sua giovinezza come principe Khurram quando si ribellò contro il padre, l'imperatore Jahangir, nel 1623, perché voleva essere riconosciuto come erede al trono dei Moghul. Di fronte al pericolo derivante da questa sua rivendicazione, si rifugiò nel regno Mewar a Udaipur dove venne ospitato e messo al sicuro dall'allora Maharana Karan Singh (si è detto che questa cortesia fu dovuta al fatto che la madre di Khurram era una Rajput indù). Inizialmente fu ospitato nel City Palace insieme a sua moglie Mumtaz Mahal e ai suoi due figli, il principe Dara e il principe Aurangzeb. Successivamente vennero trasferiti a Gul Mahal, come rifugio più sicuro, in mezzo al lago (questo luogo da allora è stato anche chiamato Palazzo di Khurram). Gul Mahal è un padiglione a cupola che è stato appositamente costruito per Khurram da Maharana Karan Singh. Venne poi ampliato dal figlio Jagat Singh in un enorme palazzo e chiamato Jag Mandir. Khurram rimase sotto la protezione Mewarnel periodo 1623-1624.
L'ironia di questo atto di ospitalità reso da Karan Singh a Khurram è che suo padre Maharana Amar Singh era stato sconfitto da Khurram nella guerra del 1614. Successivamente, il principe Karan Singh aveva agito come inviato alla corte dell'impero Moghul e in quell'occasione stabilì una cordiale amicizia tra i due regni rivali di Mewar e Moghul. Questo rapporto contribuì all'ospitalità che Khurram ottenne, nel 1623, dal Maharana Karana Singh. Dopo la morte di Jahangir nel 1627, Khurram salì al trono dell'Impero Moghul. Si dice che a Khurram sia stato conferito il titolo di Shah Jahan, alla Badal Mahal a Udaipur, prima di partire da Udaipur per la sua incoronazione come imperatore Moghul. Come atto di riconoscenza, Khurram non solo ripristinò sei distretti al regno Mewar, precedentemente annessi dai Moghul, ma donò anche un gioiello unico (un rubino) a Jagat Singh, figlio di Rana Karan Singh. Dopo la morte di Karan Singh nel 1628, Jagat Singh (1628-1652) divenne il Maharana. Egli realizzò diverse altre aggiunte al Gul Mahal e lo chiamò Jag Mandir in onore di se stesso. Per la costruzione di questa notevole struttura, il Maharana Jagat Singh è stato definito come uno dei migliori architetti della dinastia Mewar. Khurram, dopo essere diventato imperatore Shahjahan, favorì particolarmente il Maharana di Udaipur, permettendo al regno Mewar di riconquistare la sua gloria passata.

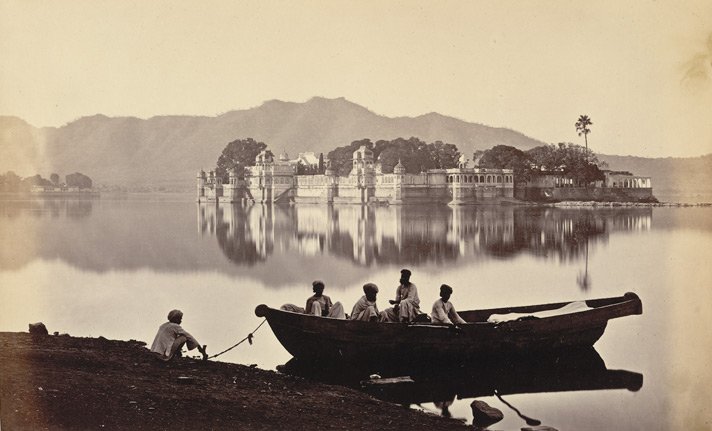
Il Palazzo Jag Mandir sul lago Pichola, Udaipur. ca. 1873

A seguito dell'amicizia insolita tra i Moghul e il regno Mewar, prevalse la pace, tranne che per le minacce occasionali poste da Aurangzeb. Tuttavia la vera minaccia, che quasi decimò i Mewar per molti anni, venne dal predoni Maratti. La speranza di sopravvivenza riprese quando, nel 1817, gli inglesi vennero in loro soccorso con il "Trattato di Paramountcy" che prometteva il ripristino di tutti i territori ereditari e proteggeva lo Stato da eventuali invasioni future. Da allora in poi, la pace e la prosperità regnarono nel Mewar. L'orgoglio e la gloria dei Sisodia Rajput vennero completamente restaurati.
Durante la rivolta del 1857, il Maharana Swroop Singh (1842–1861) salvò un certo numero di famiglie europee, per la gran parte donne e bambini di Neemuch, che trovarono rifugio nel palazzo Jag Mandir. La rivolta fu popolarmente nota come Sepoy Mutiny, e venne anche chiamata Indian Mutiny, (o prima guerra d'indipendenza) contro l'impero anglo-indiano.
Dopo l'indipendenza dell'India dal Impero britannico, il 15 agosto 1947, per iniziativa del Maharana Bhupal Singh, il regno Mewar si fuse nell'Unione indiana nel 1949 assieme al altri stati principeschi del Rajasthan.

## Struttura

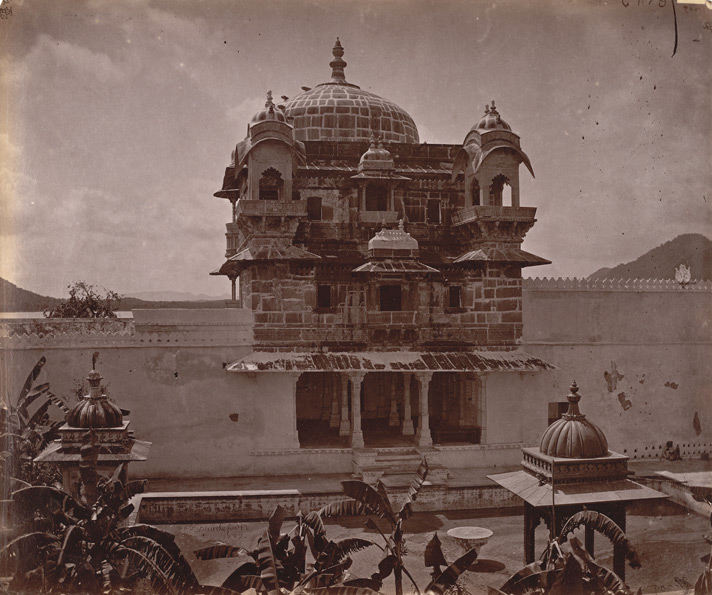
Gul Mahal, prima struttura prima del restauro

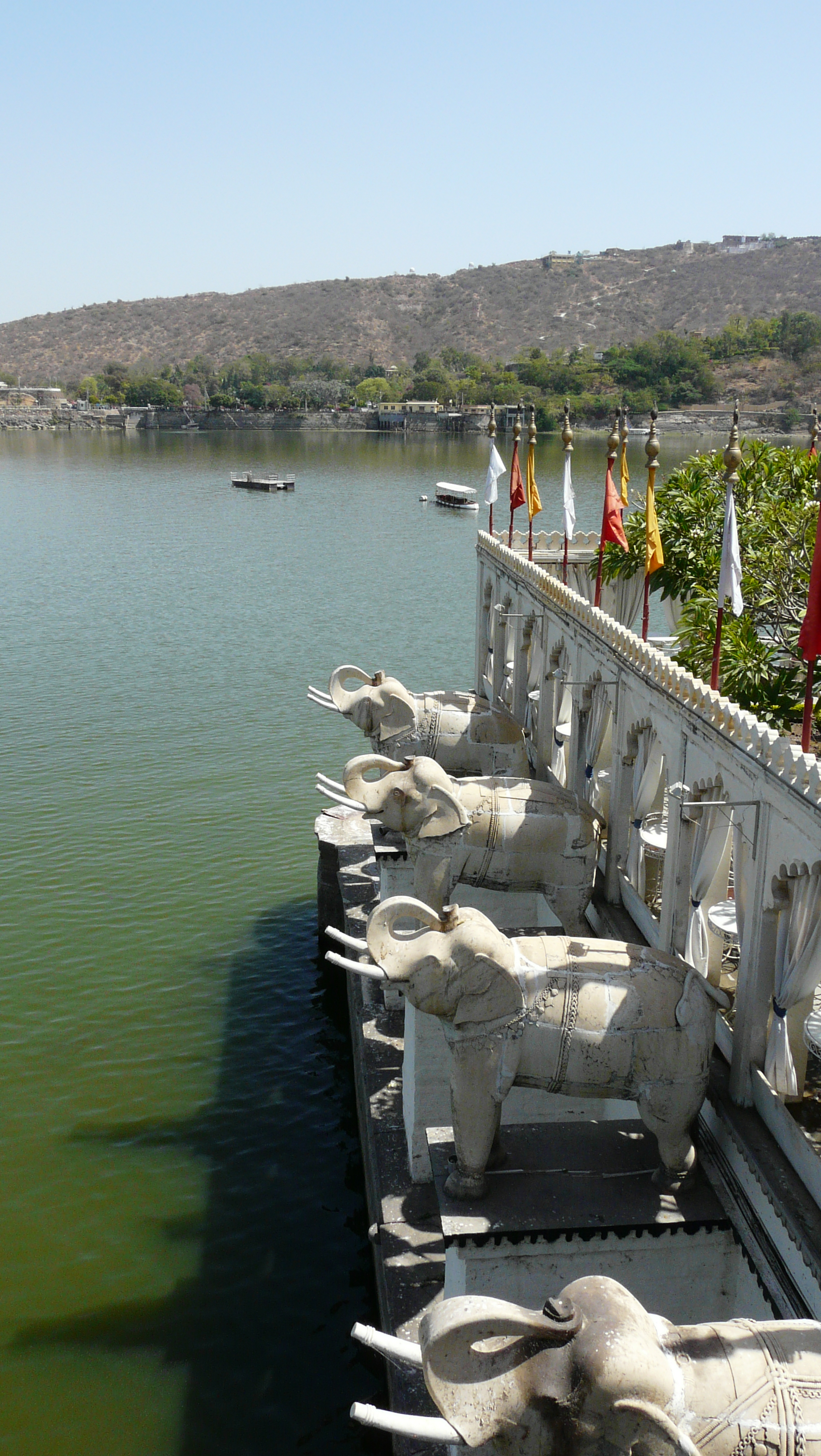
Statue di elefanti scolpiti sul molo di ingresso dello Jag Mandir Palace.

La serie impressionante di strutture nei tre piani dello Jag Mandir includono:
- Gul Mahal, che fu costruito come rifugio per il principe Khurram;
- L'elegante facciata fiancheggiata da quattro elefanti per lato, al pontile delle imbarcazioni;
- Il gistdino e il Darikhana sul lato nord;
- Bara Patharon ka Mahal (palazzo delle 12 pietre);
- Zenana Mahal – estensione meridionale del Gul Mahal;
- Kunwar Pada ka Mahal.[1][4]

Di seguito dettagli sulle diverse strutture:
Gul Mahal
Il Gul Mahal fu la prima struttura costruita nel 1551, durante il regno del Maharana Amar Singh, che venne ulteriormente sviluppata durante il regno del Maharana Jagat Singh per ospitare il principe Moghul Khurram. Era inizialmente un piccolo palazzo in arenaria (arenaria gialla) con una cupola imponente (che dà l'aspetto di una corona). La mezzaluna dell'Islam è fissata in cima a questa cupola. Il Gul Mahal ha tre sale sormontate da altrettante cupole circolari, una sopra l'altra. L'ingresso a queste sale avviene da un corridoio a colonne. Due chhatri (sorta di cupola su colonne) di marmo con cornici spioventi si ergono sopra la facciata principale. Le lastre di marmo massiccio apposte alle pareti interne sono intarsiate con rubini, onice, diaspro, corniola e giada. Questo tipo di decorazione è segnalato come replicato dai Moghul nel loro Mausoleo di I'timād-ud-Daulah ad Agra, nel 1626. Il palazzo si dice abbia ospitato un trono scolpito un unico blocco di serpentino, che non è stato trovato. Il Mahal è circondato da un appartamento circolare spazioso, realizzato in marmo bianco e nero con affreschi e dipinti considerati una caratteristica non comune nell'architettura Rajput. Sull'ala occidentale del palazzo, questo tipo di design è stato ripetuto in altri tre padiglioni.
Jag Mandir
Lo Jag Mandir è il palazzo principale, che incorpora il Gul Mahal. Le torri del palazzo agli angoli sono di forma ottagonale e sono sormontate da cupole. Un labirinto di sale da ricevimento, suite residenziali e campi interni è stato costruito all'interno del palazzo, il tutto in stile architettonico Rajput e Moghul. La Zenana (residenza delle donne reali) confina con il palazzo. Il Kunwar Pada ka Mahal (Palazzo del principe ereditario) si trova all'estremità occidentale.
Padiglio d'ingresso
Il padiglione presso l'ingresso del palazzo è un imponente colonnato bianco con archi a cuspide. Il molo di attracco delle imbarcazioni viene utilizzato anche per le imbarcazioni che arrivano dal pontile di Bansi Ghat sulla terraferma vicino al City Palace di Udaipur. La crociera avviene attraverso il lago Pichola. Il padiglione è decorato con grandi elefanti scolpiti nella pietra, quattro su ciascun lato dei gradini d'ingresso che si trovano di fronte al Lake Palace. I corpi di questi elefanti sono stati danneggiati e sostituiti con polistirolo. Il padiglione segna il perimetro dell'isola sullo sfondo scenografico dei monti Aravalli.
Giardino
Il giardino fiorito è allestito nel grande cortile. Ha cespugli di gelsomino, plumeria, bougainvillea, palme, nasturzi, verbena e portulacaceae. Il cortile è ricoperto con piastrelle bianche e nere. Vi sono fontane e piscine e il giardino è attraversato da vialetti con corrimano basso in marmo. L'attuale Maharana ospita feste sontuose e affitta il palazzo per feste private.
Darikhana
Il Darikhana si trova nella zona nord del palazzo, ed è una terrazza aperta contornata da colonne in marmo bianco. Oggi viene gestito come ristorante dall'attuale Maharana.
Bara Patharon ka Mahal
Bara Patharon ka Mahal si trova nell'ala orientale del palazzo principale. Si chiama Mahal in quanto per la sua costruzione sono state utilizzate dodici solide lastre di marmo. Pertanto, è conosciuto anche come Palazzo delle 12 pietre.
Il complesso del Jag Mandir è raggiungibile solo tramite un servizio di barche che collega il Bansi Ghat vicino al Lake Palace di Udaipur.

## Nella cultura di massa
Nel film del 1983 di James Bond, Octopussy, il Jag Mandir è stato utilizzato come una delle location principali.

## Galleria d'immagini

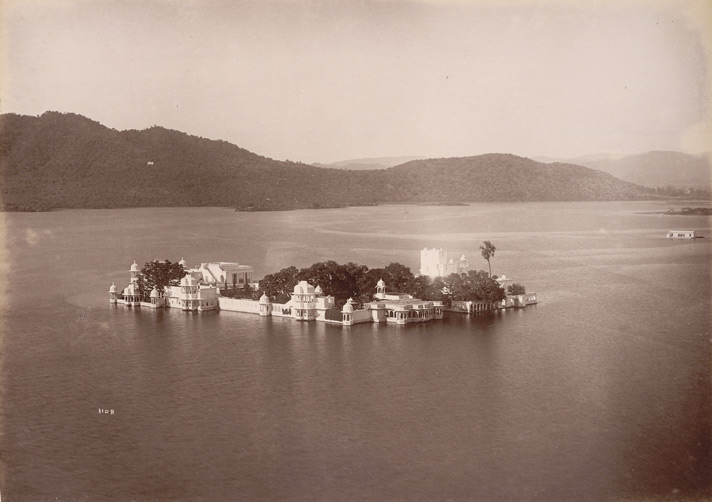
Vista serea del Jag Mandir
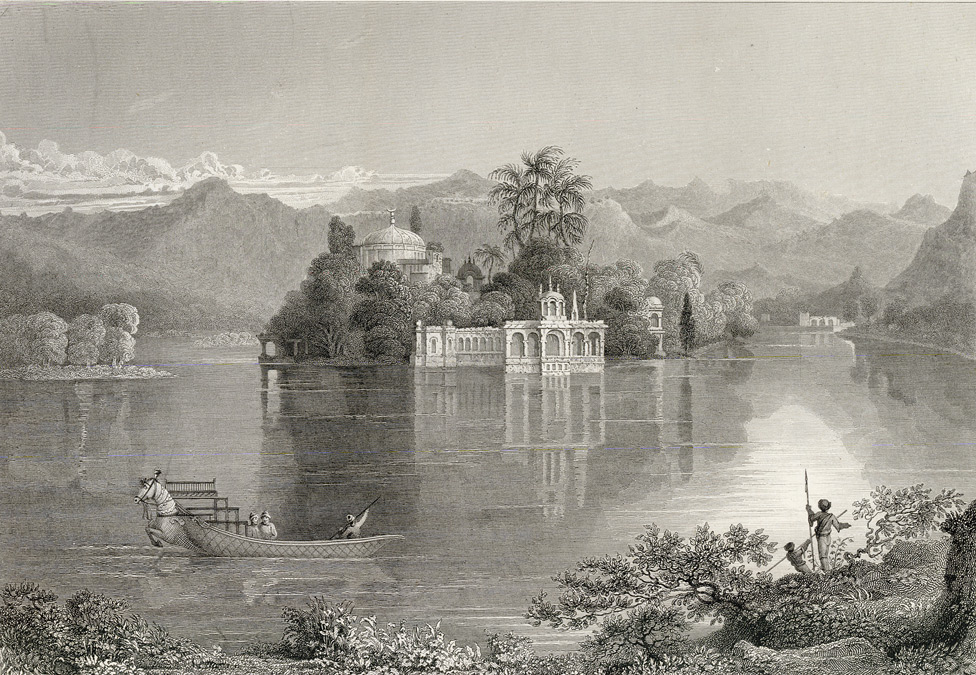
Incisione del Jag Mandir palace, 1829
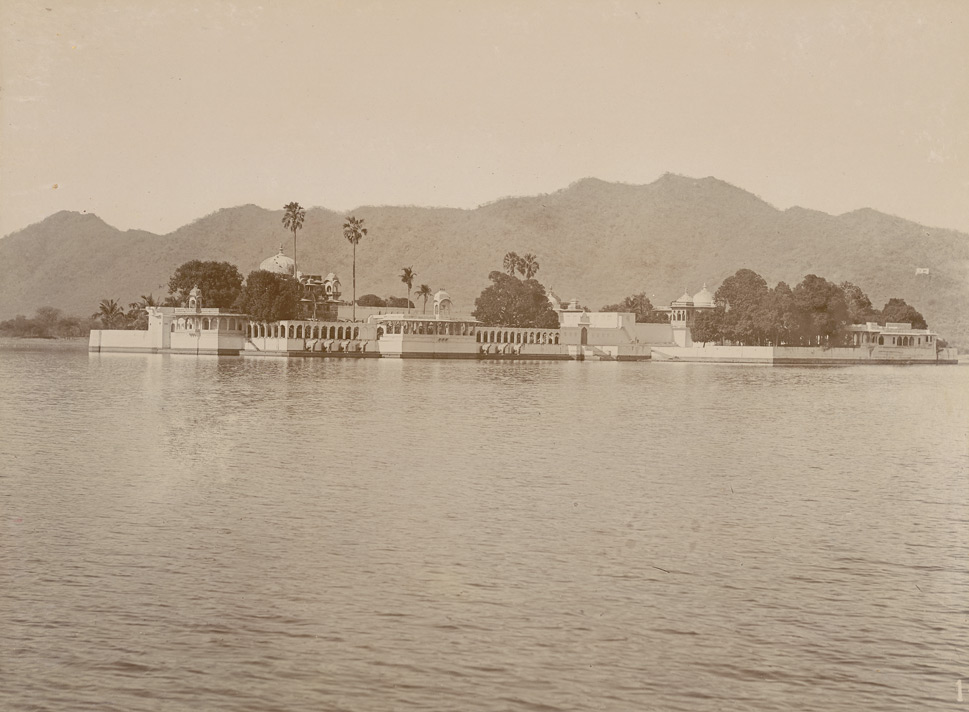
Visione completa del palazzo Jagmandir, 1910
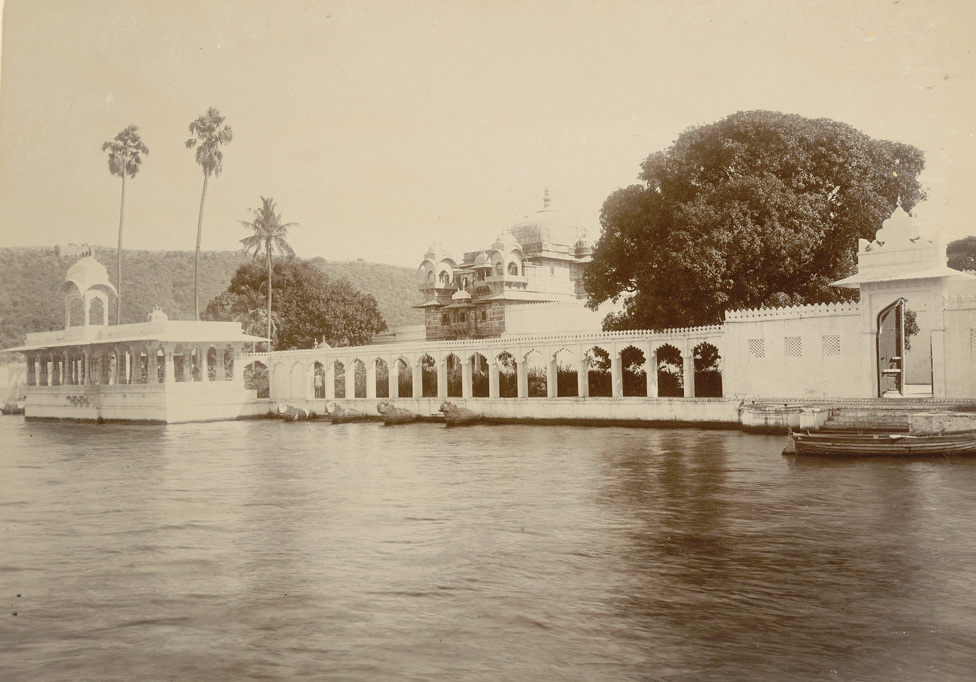
Primo piano del Jagmandir con il Gul Mahal sullo sfondo
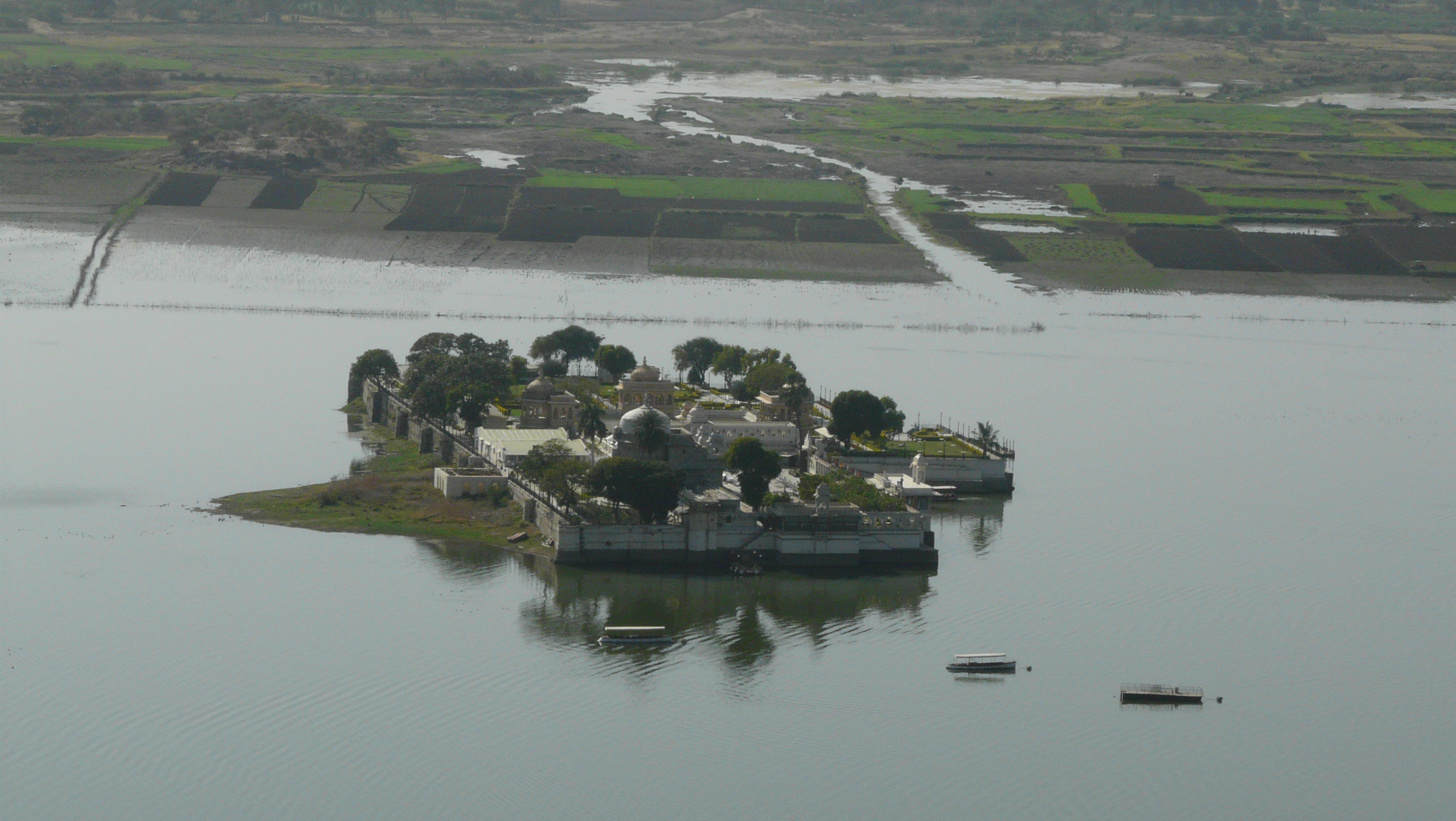
Il palazzo Jag Mandir Palace dall'esterno, sul lago Pichola, Udaipur.